# Viitasoo
Viitasoo (Duits: Wiitasoo) is een plaats in de Estlandse gemeente Hiiumaa, provincie Hiiumaa. De plaats heeft de status van dorp (Estisch: küla). In 2000 had ze 2 inwoners, in 2011 was het inwonertal teruggelopen tot 0. De volkstelling van 2021 geeft voor Viitasoo geen resultaat.
Viitasoo lag tot in oktober 2013 in de gemeente Kõrgessaare, daarna tot in oktober 2017 in de gemeente Hiiu en sindsdien in de fusiegemeente Hiiumaa.

## Ligging
De plaats ligt op het schiereiland Kõpu. Ten noorden van Viitasoo ligt het natuurreservaat Kõpu looduskaitseala, ten zuidwesten het dorp Viita.

## Geschiedenis
Viitasoo werd voor het eerst genoemd in 1913 onder de naam Wiitasoo, een nederzetting in de bossen van het landgoed van  Hohenholm (Kõrgessaare). In 1945 stond de plaats als apart dorp op de kaart. Daarna werd ze niet meer genoemd, tot ze in 1997 weer officieel als dorp werd erkend.